# Estadio Simeón Magaña
Het Estadio Simeón Magaña is een multifunctioneel stadion in Ahuachapán, een stad in El Salvador. 
Het stadion wordt vooral gebruikt voor voetbalwedstrijden, de voetbalclub CD Once Municipal maakt gebruik van dit stadion. In het stadion is plaats voor 5.000 toeschouwers.